# Iberolacerta aurelioi
Lézard pyrénéen d'Aurelio
Espèce
Synonymes
- Lacerta aurelioi Arribas, 1994

Statut de conservation UICN

 EN B1ab(iii)+2ab(iii) : En danger
Le Lézard pyrénéen d'Aurelio (Iberolacerta aurelioi) est une espèce de sauriens de la famille des Lacertidae endémique des Pyrénées.

## Répartition
Cette espèce est endémique des Pyrénées. Elle se rencontre dans la zone alpine entre 2 100 et 2 940 m du massif du mont Roig au massif du pic de Serrère :
- dans le sud du département de l'Ariège en France ;
- dans le nord de la province de Lérida en Espagne ;
- à Andorre.

## Étymologie
L'épithète spécifique de cette espèce, aurelioi, est la latinisation du prénom d'Aurelio Arribas, le père du descripteur. Son nom vernaculaire est la traduction du nom latin.